# Omul negru 2
Omul negru 2 (titlu original: Boogeyman 2) este un film american supranatural de groază din 2007 regizat de Jeff Betancourt, o continuare a filmului Omul negru (Boogeyman) din 2005. Rolurile principale au fost interpretate de actorii Danielle Savre, Matt Cohen, Tobin Bell și Renee O'Connor. Scenariul este scris de Brian Sieve.
Savre o portretizează pe Laura Porter, o femeie care în copilărie, împreună cu fratele ei, a asistat la uciderea părinților ei. Ea crede că ucigașul este omul negru (Boogeyman), iar acum, ca adult, caută o terapie de grup pentru a depăși fobia față de această creatură. Cu toate acestea, temerile ei devin realitate, pe măsură ce colegii ei sunt uciși unul câte unul.
Datorită succesului financiar al filmului precedent, Omul negru 2 a fost anunțat în octombrie 2006. Producția filmului a început în aceeași lună cu angajarea lui Betancourt ca regizor și a lui Sieve ca scenarist. Castingul a început în luna decembrie a aceluiași an cu angajarea lui O'Connor; Savre a preluat rolul principal în ianuarie 2007. Filmările au avut loc în Los Angeles în fostul spital Linda Vista, timp de patru luni, din ianuarie 2007 până în aprilie. Spre deosebire de filmul original, care îl prezenta pe omul negru ca pe o ființă supranaturală, Betancourt s-a străduit să prezinte o versiune mult mai realistă a creaturii mitologice. În plus, accentul a fost pus pe scenariu și pe atmosferă pentru a compensa bugetul mic al filmului de 4,5 milioane de dolari americani.
După ce a fost difuzat la Festivalul Filmului de Groază Screamfest la 20 octombrie 2007, Omul negru 2 a fost lansat direct-pe-video în Statele Unite la 8 ianuarie 2008; ulterior a fost lansat cinematografic în Rusia și Italia. A primit recenzii mixte din partea criticilor, deși mulți dintre ei au considerat că filmul este o îmbunătățire generală față de predecesorul său. O atenție deosebită a fost acordată naturii omului negru în film, apropiată de cea umană, pe care criticii au considerat-o preferabilă monștrilor din alte filme contemporane, inclusiv față de cel din filmul anterior. În ciuda unei performanțe comerciale mediocre, cu încasări puțin mai mici decât bugetul său, filmul a avut o continuare, Omul negru 3 (Boogeyman 3), în anul următor.

## Prezentare
Copiii mici, Laura Porter și fratele ei, Henry, asistă la uciderea brutală a părinților lor de către un bărbat cu glugă despre care ei cred că este omul negru. Ca adult, Henry a participat la o terapie de grup, îmbunătățindu-și starea sa mentală, astfel încât în prezent își caută un loc de muncă la o tipografie. Laura se alătură acestui grup la scurt timp după plecarea fratelui ei, întâlnindu-i pe ceilalți membri: Mark care este nictofob, Paul care se teme de microbi, Alison care este masochistă, ostilul Darren care este agorafob și Nicky, o fată care se teme să nu se îngrașe.
După sosirea Laurei, membrii grupului sunt urmăriți și uciși unul câte unul. Decesele lor au legătură cu temerile lor: Mark este prins de ascensor și rupt în două, încercând să scape din întuneric. Paul consumă accidental un gândac în timp ce mănâncă chipsuri; el primește o soluție de curățare de la un personaj mascat, iar după ce o bea, de la arsuri apare o gaură în gât. Laura începe să suspecteze că aceste decese nu sunt accidentale. Spitalul rămâne fără curent electric, lăsându-i pe toți (Laura, Alison, Darren, Nicky, Dr. Jessica Ryan și recepționera Gloria) în întuneric și blocați în clădire. Gloria merge la subsol pentru a remedia problema. În timp ce pacienții se întorc în camerele lor, Alison este legată de pat de omul negru. El îi pune viermi pe brațele ei, care intră în pielea ei prin inciziile pe care și le-a provocat singură anterior. Încercând să scape de viermi, se taie, pierde prea mult sânge și moare.
Dr. Ryan merge la subsol pentru a verifica ce face Gloria, dar este electrocutată de către omul negru în timp ce se afla într-o băltoacă de apă. Laura găsește un dosar despre fratele ei și despre alți pacienți care suferă de bogyphobie (fobia de Boogeyman). Astfel ea își dă seama că toți acești pacienți - inclusiv Tim Jensen, protagonistul primului film - s-au sinucis după ce au fost tratați de către dr. Mitchell Allen. Darren și Nicky fac sex în vestiar în timp ce Laura o găsește moartă pe Alison. Laura îi avertizează pe cei doi despre acest lucru, însă, când se întorc, descoperă că sângele, viermii și Alison au dispărut, făcându-i să creadă că Laura are halucinații. Darren și Nicky merg într-o cameră, unde se ceartă în legătură cu relația lor. Darren o dă afară cu forța pe Nicky. După un moment de furie, sparge oglinda, se bandajează la mână și când revine în cameră este atacat de omul negru, care îl spintecă și-i scoate inima.
Laura o găsește pe Nicky la subsol pe o masă cu mai multe tuburi atașate, pompând un lichid în corpul ei până când aceasta explodează. Omul negru o urmărește pe Laura prin spital. Laura găsește cadavrul Gloriei și pe dr. Ryan, în stare de șoc și mormăind ceva în continuu. Laura se întâlnește și cu dr. Allen, care crede că Laura este cea care a comis crimele. El încearcă să o sedeze, dar este oprit de omul negru, care îl înjunghie în spate și îi înfige două seringi în ochi. Omul negru își scoate masca și Laura își dă seama că acesta este fratele ei, Henry. Mai demult, dr. Allen l-a închis fără voia sa într-un dulap, încercând să-i trateze fobia sa față de omul negru, iar omul negru l-a posedat pe Henry în momentul crimelor. Urmărirea se termină când Laura îl decapitează pe omul negru cu o foarfecă de grădină. Poliția sosește și descoperă că sub masca omului negru se afla de fapt dr. Ryan; după ce l-a ucis pe dr. Allen, dar înainte de a-o urmări pe Laura, Henry a pus masca pe fața dr. Ryan și a fugit. Laura își dă seama că Henry a scăpat și că ea va fi cea acuzată de toate crimele și arestată.
În scena de final, după genericul filmului, omul negru se uită la o poză cu Laura și Henry adulți și apoi dispare. 

## Distribuție
- Danielle Savre - Laura Porter
- Matt Cohen - Henry Porter, fratele mai mare al Laurei
- Tobin Bell - Dr. Mitchell Allen
- Renee O'Connor - Dr. Jessica Ryan
- Chrissy Griffith - Nicky
- Michael Graziadei -  Darren
- Mae Whitman - Alison
- Johnny Simmons - Paul
- David Gallagher - Mark
- Lesli Margherita - Gloria
- Tom Lenk - Perry
- Sammi Hanratty - tânăra Laura Porter
- Jarrod Bailey - tânărul Henry Porter
- Lucas Fleischer - Dl. Porter, tatăl Laurei și al lui Henry
- Suzanne Jamieson - Dna. Porter, mama Laurei și al lui Henry
- Christopher John Fields - Detectiv

## Producție

### Dezvoltare și filmare

Evoluția măştii criminalului, numită "Boogie Mask", în diferite stadii de dezvoltare. De la conceptul artistic (stânga), la faza timpurie (centru) și produsul final (dreapta).

Omul negru 2 a fost anunțat pentru prima dată în octombrie 2006, datorită succesului financiar al predecesorului său cu Jeff Betancourt (monteur al filmelor Un caz de exorcizare, Apel misterios și The Grudge 2: Capcana) marcând debutul său regizoral și Brian Sieve ca scenarist. Dezvoltarea filmului a fost programată să înceapă în ianuarie 2007 în Los Angeles, California. A fost produs de Ghost House Pictures, un studio de film fondat de Sam Raimi și Robert Tapert care s-a specializat în crearea de filme de groază. Betancourt a declarat că dorește să evite utilizarea unor imagini generate pe calculator (CGI), dar și să prezinte o nouă perspectivă a omului negru, în loc să reanalizeze povestea primului film. Acest lucru a dus la o versiune mai consolidată a creaturii în acest film. Ca urmare, dar și datorită bugetului redus al filmului, Betancourt s-a concentrat mai ales asupra atmosferei și a scenariului. Scenarii vizuale au fost folosite din plin pentru a planifica filmul și pentru a minimiza eforturile și resursele pierdute de artiștii de machiaj pe protezele nefolosite; bugetul limitat a făcut că majoritatea efectelor să poată fi filmate doar o singură dată. Fostul spital Linda Vista a servit ca locul principal de filmare a scenelor din spitalul de psihiatrie.

### Casting
Primul actor care a fost distribuit în acest film a fost Renee O'Connor ca Dr. Jessica Ryan în decembrie 2006; ea a filmat primele sale scene în februarie 2007. O'Connor l-a vizitat pe prietenul ei, producătorul primului film Omul negru Rob Tapert pe platourile din Noua Zeelandă, unde a avut o discuție cu el despre „ce diferențe ar fi dacă în locul unui demon supranatural ar fi o persoană reală care să fie o amenințare veridică.” Ea a concluzionat că prima variantă ar mai înfricoșătoare. În ceea ce privește distribuția filmului și abordarea personajului, ea a declarat:
Am avut un contract cu Rob Tapert și i-am trimis un e-mail în care i-am spus că doresc să joc acest personaj. Cred că [personajul] este interesant pentru că a atins câteva din lucrurile pe care le-am jucat ca actriță, și asta m-a atras. [...] Sunt puține dialoguri, trebuie doar să te joci cu interacțiunile dintre personaje și să găsești alte lucruri în legătură cu ele, pentru a face să pară că există cât mai multă profunzime cu privire la ceea ce se întâmplă, că există mai multă istorie între ele.
La jumătatea lunii ianuarie, Danielle Savre a fost distribuită în rolul principal al filmului, ca Laura Porter. Despre Savre, Betancourt a spus că „[ea] a fost incredibilă până acum și a fost o adevărată luptătoare. Noi am lăsat-o să alerge țipând peste tot prin aceste holuri, cu sânge și vomă pe ea, a fost foarte curajoasă până acum.” Tobin Bell a fost distribuit ca Dr. Mitchell Allen în februarie și Matt Cohen ca Henry, fratele Laurei, în martie. Bell a modelat personajul său după Dick Cheney.

### Efecte
Efectele speciale au fost realizate de compania Quantum Creation FX, care a fost implicată în proiect pe toată durata filmării. Zece meșteri și tehnicieni au fost implicați în crearea capetelor tăiate, a marionetelor, a machiajului protetic și a scenelor de violență extremă. Masca criminalului a fost proiectată de Jerad S. Marantz, iar omul negru a fost bazat pe temerile copilăriei lui Betancourt, cu „lucruri scheletice și cadavre de păsări” ca sursă de inspirație pentru textura pielii.

## Lansare
Boogeyman 2 a fost prezentat pe marele ecran la 20 octombrie 2007 în cadrul festivalului Screamfest din cinematograful Grauman's Chinese din Hollywood. În aceeași lună, a fost anunțat că filmul va fi lansat pe DVD pe 8 ianuarie 2008. În afara Statelor Unite, filmul a fost lansat cinematografic în Rusia, unde a fost proiectat în cinematografe două săptămâni, și în Italia.

### Box office
Omul negru 2 a avut încasări de cel puțin 2.484.219 de dolari americani din vânzări video pentru acasă și încă 1.798.418 de dolari americani din lansările sale internaționale, cu încasări totale de 4.282.637 de dolari americani.

### Home media
DVD-ul, lansat ca „Unrated Director's Cut” și fără niciun rating MPAA, include două comentarii diferite. Primul comentariu este al regizorului Betancourt și al scenaristului Sieve, în timp ce al doilea comentariu este oferit de actorii Bell și Savre împreună cu producătorii Hein și Bryman. În plus, DVD-ul include un documentar intitulat „Bringing Fear to Life: Makeup Effects from Storyboards to Screen”, care ilustrează o parte din dezvoltarea filmului cu ajutorul schițelor și a scenariilor vizuale. Filmul a fost distribuit și digital pe Google Play, Amazon Video și Hulu.

## Primire
Filmul a fost criticat pentru că nu are o poveste originală și pentru personajele care nu pot fi identificate. Brandon Ciampaglia de la IGN l-a descris ca „încă un film stupid de groază” și i-a dat un scor de 4/10. Ryan Turek de la ComingSoon.net a criticat povestea, personajele și lipsa suspansului, dar a considerat filmul mai reușit decât originalul, cu o acțiune mai bună decât ar merita. El a adăugat că, în ciuda bugetului redus al filmului, „[Betancourt] a reușit să realizeze un film frumos, care este competent din punct de vedere tehnic.” Tristan Sinns de la Dread Central a acordat filmului două stele din cinci, criticând că nu a prezentat omul negru ca pe o creatură mitologică și pentru că are personaje nesatisfăcătoare, în schimb a lăudat scenele în care mor personajele ca fiind „mai degrabă creative.”
Recenziile pozitive au apreciat filmul pentru prezentarea unei abordări mai realiste a omului negru și evitarea imaginile generate pe calculator, ambele fiind considerate îmbunătățiri față de predecesorul său. Scenele cu decese au fost foarte mult lăudate deoarece au fost considerate extrem de violente și sângeroase. Mulți comentatori au recunoscut, de asemenea, că filmul și-a depășit așteptările, în ciuda statutului său direct-pe-video și a bugetului redus. Shawn Lealos de la CHUD.com i-a dat un scor de 6,8 din zece, afirmând că filmul are „puține elemente de groază, în care s-a renunțat la imaginile ridicole generate pe calculator și la nonsensurile supranaturale ale primului film, precum și la restricțiile PG-13.” Într-o recenzie similară, Matthew Stern de la PopMatters a lăudat filmul în comparație cu predecesorul său, oferindu-i opt stele din zece, cu un consens general care spune că: „pentru un film care poartă stigmatul continuărilor direct-pe-DVD, caracteristica întunecată și sângeroasă a acestuia te va surprinde, mai ales dacă ai fost destul de nefericit când l-ai văzut pe primul.” David Nusair de la Reel Film Reviews a lăudat filmul Omul negru 2 față de primul film, mai ales pentru „secvențele sale satisfăcătoare de ucidere” și pentru distribuție sa reușită. În timp ce a criticat jumătate de film ca fiind „lipsită de evenimente importante”, el a simțit că filmul „recuperează frumos cu un al treilea act surprinzător de captivant” și i-a dat 2,5 stele dintr-un total de 4 stele.

## Continuare
O continuare, denumită Omul negru 3, a avut premiera la festivalul Screamfest la 18 octombrie 2008 și a fost lansată direct-pe-DVD la 20 ianuarie 2009. Brian Sieve a revenit ca scenarist, dar în film apar noi personaje și are o distribuție nouă, acțiunea filmului are loc într-un campus studențesc și în rolul principal este actrița Erin Cahill. La fel ca în primul film al trilogiei, omul negru este prezent ca o entitate supranaturală.

## Legături externe
- Site web oficial
- Boogeyman 2 la Internet Movie Database
- Boogeyman 2 la Allmovie